# والتر پرز (دوچرخه‌سوار)
والتر پرز (اسپانیایی: Walter Pérez‎؛ زادهٔ ۳۱ ژانویهٔ ۱۹۷۵) دوچرخه‌سوار اهل آرژانتین است.
وی در مسابقات کشوری و بین‌المللی در مجموع برندهٔ ۷ مدال طلا، ۵ مدال نقره، ۶ مدال برنز شده‌است.